# Вариации солнечного излучения

Атмосферный CO_{2}, средняя температура на поверхности Земли и солнечная активность (количество солнечных пятен) с 1850 года.

Вариации солнечного излучения (солнечные вариации) — термин, характеризующий изменения во времени текущего излучения Солнца, его спектрального распределения, и сопутствующие этим изменениям явления. Различают периодические компоненты этих изменений, основным из которых является одиннадцатилетний солнечный цикл, и апериодические изменения.
Изменения светимости Солнца оставались на пределе или ниже предела чувствительности приборов ИСЗ, начиная с начала эры космических полётов и начала регулярных наблюдений из космоса. Небольшая часть ультрафиолетового диапазона изменяется в пределах нескольких процентов. Общая светимость Солнца изменяется на 0,1 % или на 1,3 Вт/м² в пределах 11-летних циклов активности, что было определено в ходе наблюдений последних трёх циклов из космоса. Полное количество солнечной радиации, получаемой на верхней границе земной атмосферы, составляет в среднем 1366 Вт/м².
Не существует прямых измерений более длительных изменений, а измерения на основании чувствительных к климату радиоизотопных маркеров (англ. proxy) дают разнящиеся результаты — с одной стороны существуют свидетельства очень незначительных изменений (~0.1 %) на протяжении последних 2000 лет, другие исследования указывают на увеличение светимости на ~0,2 % с начала XVII столетия. На климат оказывает влияние как вулканическая активность, так и солнечная активность, например, в случае минимума Маундера. Кроме изменений в яркости Солнца, более мягкое влияние на климат оказывает также магнитная активность солнечного ветра в земной магнитосфере и изменения в ультрафиолетовой части спектра Солнца, но модели такого рода воздействий на климат слабо развиты по состоянию на 2009 год.

## Солнечная активность
Вариации солнечного излучения, согласно современным данным, связаны главным образом с изменениями магнитной активности Солнца.

## Влияние физических параметров Солнца на Землю
Существуют гипотезы о влиянии изменений физических параметров Солнца на климат Земли, в частности, на общую инсоляцию. Некоторые вариации, такие как изменение диаметра Солнца, сейчас представляют интерес только для астрономии.

### Изменения полной яркости
- Общеспектральная яркость медленно изменяется на десятилетнем и более длительных интервалах времени.
- Вариации в ходе последних циклов активности оставались в пределах 0,1 %[2].
- Изменения, соответствующие солнечным циклам с периодами 9-13, 18-25 и >100 лет, имеют своё отражение в температурах суши и океанов.
- После минимума Маундера на протяжении 300 лет имело место увеличение светимости Солнца от 0.1 до 0,6 %, при этом климатические модели часто используют значение 0,25 %[12].
- Реконструкции яркости на основании данных «ACRIM» показывают тренд 0,04 % в десять лет, который говорит об увеличении светимости между минимумами в ходе периода наблюдений[13]. Также можно наблюдать отчетливую связь геомагнитной и солнечной активности[14][15].

### Изменение яркости в ультрафиолетовом диапазоне
- Светимость в ультрафиолетовом диапазоне — длины волн UV-диапазона 200—300 нм — изменяется приблизительно на 1,5 % от солнечного минимума к максимуму[16].
- Изменения энергии в UV-диапазоне играют роль в изменении количества атмосферного озона, что объясняется следующим:
  - Высота, соответствующая давлению атмосферы 30 гПа, изменялась в ходе последних четырёх циклов солнечной активности.
  - Увеличение UV-светимости приводит к образованию бо́льшего количества озона, приводит к увеличению температуры стратосферы и смещает циркуляцию тропосферных и стратосферных воздушных систем в направлении к полюсам Земли.

### Изменениясолнечного ветраи магнитного взаимодействия
- Усиление солнечного ветра и, соответственно, усиление магнитного поля приводит к сокращению интенсивности космических лучей.
- Изменения солнечного ветра влияют на размер гелиосферы, что выражается в её росте вместе с ростом СА.
- Космогенное образование 14C, 10Be и 36Cl демонстрирует зависимость от уровня современной СА.
- Процесс ионизации в верхних слоях атмосферы также претерпевает изменения, но значимые изменения не очевидны.
- По мере того, как поток заряженных частиц, исходящий из Солнечной короны, увеличился вдвое в течение прошлого столетия, поток космических лучей снизился на 15 %.
- Исходящий от Солнца солнечный ветер должен был вырасти в 1.41 раз за период 1964-1996 гг. и в 2.3 раза за период 1901-2009 гг.

### Влияние на облачность
Предполагается, что космические лучи влияют на процесс формирования облачности путём возможного образования ядер конденсации в воздухе. Изменения в уровне ионизирующего излучения влияет на количество аэрозолей в атмосфере, которые играют роль ядер конденсации при образовании облаков. Изменения на 3-4 % в уровне облачности связывают с 11- и 22-летними циклами. Из-за разных климатических условий на разных широтах общее влияние на уровень облачности и альбедо должно составлять 1,5-2 %. Однозначного подтверждения этого явления ещё не найдено:
- В период 1983-1994 гг. на основании данных «Международного спутникового проекта облачной климатологии» (англ. International Satellite Cloud Climatology Project, ISCCP) было показано, что интенсивность образования низкой облачности коррелирует с космическим излучением, впоследствии это было опровергнуто[19].
- На основании изучения освещения Луны отражённым светом Земли было определено, что альбедо планеты снизилось на 2,5 % в течение пяти лет последнего солнечного цикла в начале первой декады XXI века, что соответствует снижению облачности вместе с ростом СА.
- Изучение образцов грунта из Средиземного моря показало зависимость образования планктона, схожую по времени с 11-летним циклом, а также в 3.7 раз бо́льшее количество планктона в период 1760-1950 гг. Последнее должно указывать на ме́ньший уровень облачности в указанный период.
- Лабораторные эксперименты в условиях, приближенных к реальным, демонстрируют ускорение образования ядер конденсации с ростом ионизирующего излучения[20].

## Другие эффекты солнечных вариаций
Взаимодействие частиц солнечного ветра, магнитного поля Солнца и магнитного поля Земли приводит к изменениям потока заряженных частиц и электромагнитных полей около планеты. Экстремальные солнечные явления могут воздействовать и нарушать работу электрических устройств, в первую очередь работу искусственных спутников Земли. Ослабление активности Солнца считается причиной увеличения межзвёздного космического излучения, достигающего окрестности Земли, что может служить причиной образования облачности, которая увеличивает альбедо планеты, тем самым усиливая охлаждающий эффект на климат.

### Геомагнитные эффекты

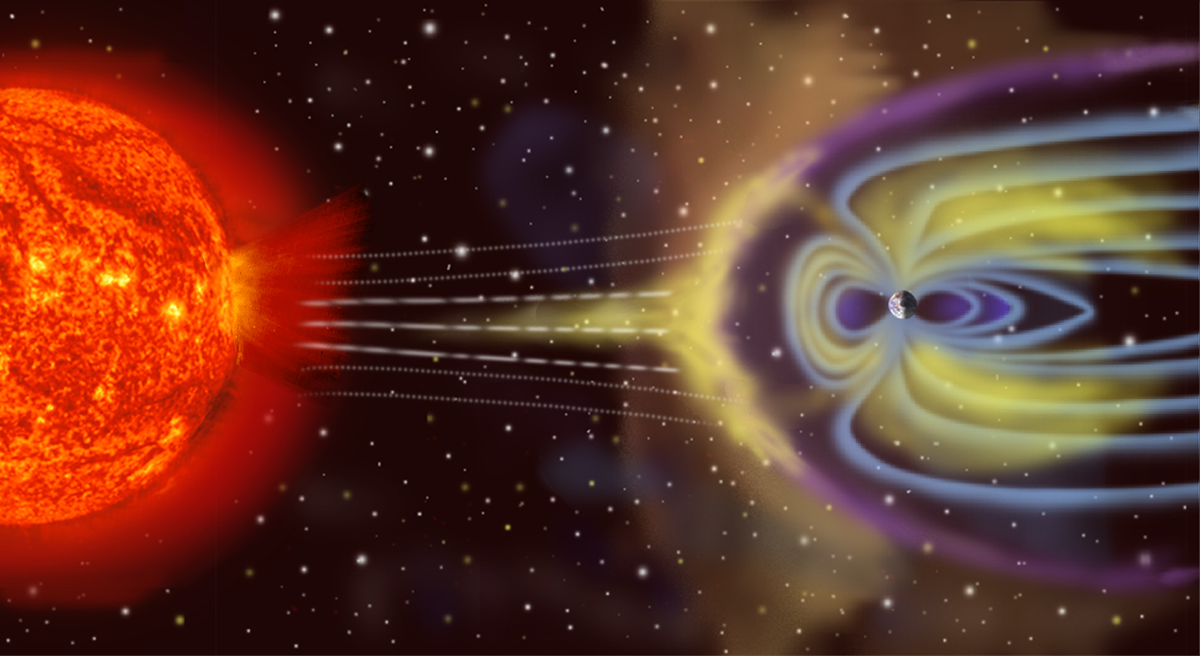
Взаимодействие солнечных частиц с земной магнитосферой.

Земные полярные сияния являются видимым результатом взаимодействия солнечного ветра, солнечной и земной магнитосфер и атмосферы.
Экстремальные явления, связанные с СА, приводят к значительным возмущениям магнитного поля Земли, что становится причиной геомагнитных бурь.

### Влияние солнечных протонов
Солнечные протоны высоких энергий могут достичь Земли быстрее чем за 30 мин после вспышки. Во время таких «бомбардировок солнечными протонами» Земля поливается заряженными частицами высоких энергий, в основном протонами, высвобожденными в зоне вспышки на Солнце. Некоторые из частиц достигают верхних слоев атмосферы, где они создают дополнительную ионизацию и могут вызвать значительное повышение радиационного уровня.

### Галактические космические лучи

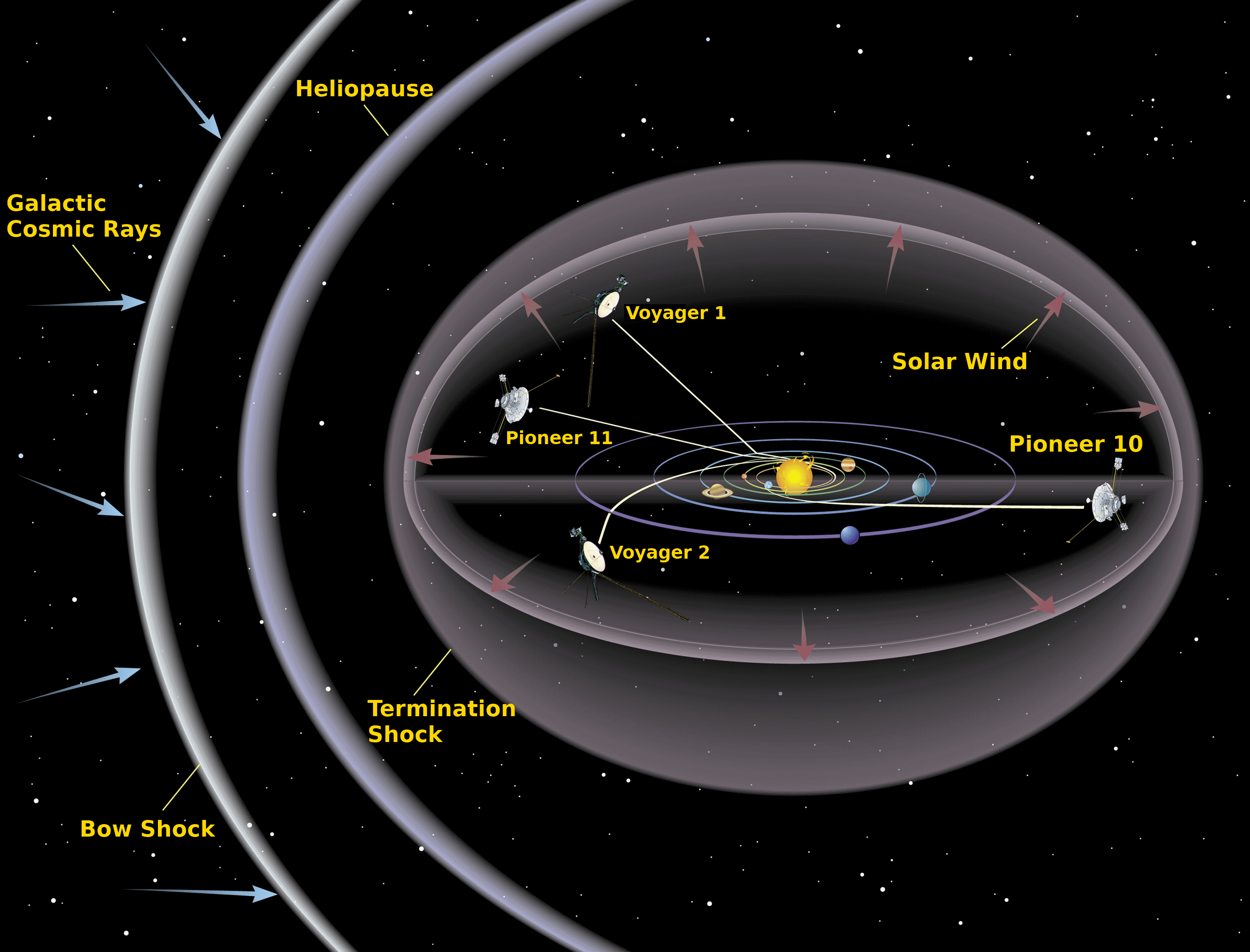
Солнечный ветер и магнитное поле создают гелиосферу вокруг Солнечной системы.

Увеличение СА c бо́льшим числом пятен приводит к усилению потока заряженных частиц или солнечного ветра. Комбинация увеличения гелиосферы и усиления солнечно-земных взаимодействий приводит к снижению интенсивности галактического космического излучения. В периоды минимумов СА происходит рост интенсивности космических лучей — они становятся основным источником ионизации в тропосфере на высоте более 1 км, ниже этой отметки основным источником является радон.
Уровни космических лучей косвенно отражаются в образовании 14C и 10Be. Цикл Холлстатта продолжительностью 2300 лет находит своё отражение в осцилляциях Дансгора-Эшгера. Цикл Глейшберга, продолжительностью 80-90 лет, скорее всего имеет меняющуюся длину в зависимости от продолжительности 11-летних циклов, что подтверждается маркерами, связанными с космическим излучением.

### Образование радиоуглерода

Соотнесение числа пятен и снижения количества ^{14}C. Виден сдвиг в 60 лет между изменениями в количестве пятен и радиоуглеродным маркером.

Образование 14C связано с солнечной активностью. Радиоуглерод получается при облучении атмосферного изотопа азота 14N космическими лучами, в результате чего он претерпевает β-распад и образует тяжёлый изотоп углерода. Увеличение СА ведёт к уменьшению скорости образования радиоуглерода из-за частичной экранировки галактического излучения. Путём измерения количества изотопа 14C, вступившего в органические связи при росте многолетних растений, и подсчётом колец этих деревьев определяют скорость образования этого изотопа в атмосфере. На основании анализа данных за последние 10 000 лет было определено, что образование 14C было максимальным во время Голоцена 7000 лет назад и уменьшалась вплоть до момента времени 1000 лет назад. Кроме изменений СА, долговременные тренды 14C связаны с изменением геомагнитного поля и с изменением циркуляции углерода в биосфере, например, во время ледникового периода.

## Глобальное потепление
Примерно до 2009 года наиболее влиятельная группа экспертов полагала, что вариации солнечного излучения не оказывают решающей роли в современном изменении климата. Межправительственная группа экспертов по изменению климата в своём третьем оценочном отчёте (англ. IPCC Third Assessment Report) утверждает, что измеренная величина современной солнечной активности гораздо менее значима по сравнению с влиянием на климат парниковых газов в атмосфере.

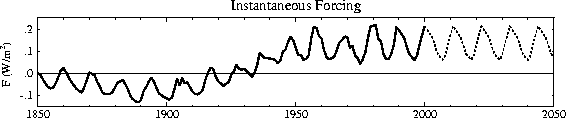
Влияние солнечной активности на климат в период 1850-2050 гг. согласно климатическим моделям НАСА.

### Теория изменений на Солнце
Изменения полной солнечной светимости считаются наиболее вероятной причиной значительных изменений климата до наступления индустриальной эры. Последние исследования также указывают на значительный вклад повышенной солнечной активности в современное глобальное потепление. Это контрастирует с результатами более ранних исследований, которые основывались на климатических моделях, согласно которым, существующих изменений яркости Солнца недостаточно для значимого влияния на климат. Таким образом, на 2009 год оценка влияния солнечной активности является областью активных научных исследований.
В целом, теории, описывающие современное изменение климата по причине вариаций солнечного излучения, можно отнести к одной из следующих трёх групп:
1. первая группа исходит из предположения, что изменения видимой светимости непосредственно воздействуют на климат. Обычно это утверждение считается маловероятным по причине малой амплитуды изменения яркости;
2. следующая группа предполагает, что наиболее существенное влияние на климат оказывают изменения в UV-части спектра. Так как амплитуда вариаций этой части спектра гораздо выше средних общеспектральных изменений, эти изменения могут быть причиной бо́льшого влияния на климат;
3. третья группа относится к изучению побочных эффектов, сопутствующих снижению солнечной активности, при котором имеет место усиление галактического космического излучения, что усиливает образование облачности и влияет на климат.

В 1991 году была обнаружена взаимосвязь между количеством пятен и изменением температуры в северном полушарии на основании сопоставления астрономических и метеорологических данных на интервале времени с 1861 по 1989 гг., позже эти исследования были подтверждены и расширены на несколько столетий. Однако после исключения ошибок в этих данных сенсационное подтверждение связи солнечной активности и современного глобального потепления было опровергнуто. Несмотря на это, данный график достаточно часто представляют связью между уровнем солнечной активности и климатом, что неверно.

Реконструкция солнечных пятен и температуры на основании радиометрии.

В 2000 году была опубликована работа, в которой утверждалось, что увеличение солнечной активности ответственно за половину температурного роста с 1900 года, но не может объяснить рост на 0,4 °C с 1980 г. Дополнительный рост объясняется повышением концентрации парниковых газов в атмосфере. В этом же году вышла работа, в которой использовалась наиболее современная модель климата XX века с учётом изменений солнечной активности, влияния вулканических извержений и антропогенных факторов, то есть с учётом роста концентрации парниковых газов и сульфатных аэрозолей. Также принимались в расчёт неодинаковое изменение светимости Солнца в разных участках спектра и не рассматривалось усиление влияния космического излучения при слабой солнечной активности. Итогом этой работы стало заключение, что изменение солнечной активности играло доминирующую роль в начале двадцатого века, а парниковый эффект ответственен за потепление в конце столетия и будет играть все усиливающуюся роль в климате планеты. Вдобавок подчеркивается неопределённость в «исторически-обусловленном влиянии на климат» или неполная картина влияния большой теплоемкости океанов на текущее состояние климата. Графическое представление взаимосвязи между естественными и антропогенными вкладами в изменения климата представлены в отчёте Межправительственной группы экспертов по изменению климата «Изменение климата 2001: Научный базис» (англ. Climate Change 2001: The Scientific Basis). Современные исследования предполагают вклад вариаций солнечной активности в современный климат на уровне от 16 % до 36 %.